# Phoroncidia eburnea
Phoroncidia eburnea är en spindelart som först beskrevs av Simon 1895.  Phoroncidia eburnea ingår i släktet Phoroncidia och familjen klotspindlar. Inga underarter finns listade i Catalogue of Life.